# Our Army at War
Our Army at War (übersetzt: Unsere Armee im Krieg), oft als OAaW abgekürzt, ist der Titel einer Comicserie, die der US-amerikanische Verlag DC Comics zwischen 1952 und 1977 (#1 bis 301) veröffentlichte. Die anschließenden Ausgaben in den Jahren 1977 bis 1988 liefen unter dem Namen des Titelhelden Sergeant Rock (#302 bis 422). Die Einstellung des zum Ende nicht mehr zeitgemäßen Kriegscomics, in dem teils realistische, teils äußerst unwahrscheinliche Kriegsgeschichten erzählt wurden, erfolgte wegen rückläufiger Verkaufszahlen.

## Produktion
Langjähriger Editor und Hauptautor der Reihe war der amerikanische Autor Robert Kanigher. Zu den Zeichnern die OAaW visualisierten zählten unter anderem Carmine Infantino, Joe Kubert, Neal Adams und Irv Novick.

## Inhalte
Zu den Figuren, von denen Our Army at War handelte, zählten unter anderem der raue Feldwebel Sergeant Rock und der „All American hero“ G.I. Joe.
Ein – angesichts des Titels der Serie – überraschendes Feature von OaAW waren die Abenteuer des deutschen Jagdfliegers Hans von Hammer, die unter dem Titel Enemy Ace ab Ausgabe #151 (Februar 1965) einige Monate lang als Backup-Storys in der Serie erschienen.